# Caishen, Guizhou
Caishen (kinesiska: 财神) är en köping i sydvästra Kina. Den ligger i Hezhang härad i staden Bijie i provinsen Guizhou, omkring 210 kilometer nordväst om provinshuvudstaden Guiyang. Antalet invånare vid folkräkningen 2010 var 31 525.